# 商学研究科
商学研究科（しょうがくけんきゅうか、英称：The Graduate School of Commerce）は、日本の大学院研究科のうち、商学に関する高度な教育・研究を行う機構の1つである。
主に、商学部の上位に連続した形で設置され、博士前期課程（修士課程）および博士後期課程（博士課程）あるいはそれに相当する課程で構成される。学位は、修士課程は修士（商学）を、博士課程は博士（商学）を修めることができる。

## 商学研究科を置く大学
国立
- 小樽商科大学

私立（東日本）
- 北海商科大学
- 高崎商科大学
- 東京国際大学
- 千葉商科大学
- 中央学院大学
- 拓殖大学
- 早稲田大学
- 慶應義塾大学
- 駒澤大学
- 日本大学
- 明治大学
- 専修大学
- 中央大学

私立（西日本）
- 愛知学院大学
- 同志社大学
- 大阪学院大学
- 関西大学
- 近畿大学
- 関西学院大学
- 岡山商科大学
- 広島修道大学
- 福岡大学
- 熊本学園大学

## かつて商学研究科を開設していた大学
- 中京大学（2013年4月1日廃止）
- 九州産業大学（2009年4月に経済・ビジネス研究科へ改組）